# 洪培翔
洪培翔是台灣主持人。以主持東森新聞台 知性類節目、新聞性節目《台灣啟示錄》聞名。現任年代新聞台新聞部總監、壹電視新聞台《真相對話錄》主持人。曾任東森新聞台《台灣啟示錄》節目主持人兼任製作人、東森財經新聞台節目監製、《千鈞一刻》監製、主持人
。

## 經歷
- 台視新聞記者、主播
- 東森新聞台記者、主播、《台灣啟示錄》主持人、製作人。（2007年1月7日－2025年4月13日）
- 東森財經新聞台節目監製、《千鈞一刻》主持人。
- 年代新聞台新聞部總監。（2025年5月12日－至今）
- 年代新聞台《1800年代晚報》代班主播。(2025年5月12日-2025年5月23日)
- 壹電視新聞台《真相對話錄》主持人（2025年7月13日－至今）

## 主持作品

### 曾主持的節目
- 解碼600秒
- 台視新聞世界報導
- 解碼新聞
- 關鍵51區
- 北高大擂台特別報導LIVE
- 關鍵夜現場（2018年4月21日至2018年12月15日）
- 東森大三重進擊 愛與包子三子合擊
- 決戰2020 大選最前線 特別報導
- 東森財經新聞台《千鈞一刻》。
- 東森新聞台《台灣啟示錄》。

## 外部連結
- 洪培翔的粉絲專頁